# 奧沃索鎮區 (密歇根州)
奧沃索鎮區（英語：Owosso Township）是位於美國密歇根州夏厄沃西縣的一個特設鎮區。

## 地方資料
奧沃索鎮區的面積為83.27平方千米，當中陸地面積為81.87平方千米，而水域面積為1.39平方千米。根據2020年美國人口普查的數據，當地共有人口4765人，而人口密度為每平方千米57.22人。